# Der Sturm aufs Kapitol – Ein amerikanisches Trauma
Der Sturm aufs Kapitol – Ein amerikanisches Trauma oder 231 Minuten. Was geschah am Capitol Hill? ist eine Filmdokumentation von Dagmar Gallenmüller und Gaston Saša Koren (Regie) aus dem Jahr 2021 über den Sturm auf das Kapitol in Washington am 6. Januar 2021, die im Auftrag des ZDF entstand.

## Hintergrund
Der Film aus den Genres Dokumentationen und Reportagen zeigt Szenen und Kommentare zum gewaltsamen Angriff von Anhängern des damals noch amtierenden, aber bereits abgewählten US-Präsidenten Donald Trump auf den Kongress der Vereinigten Staaten. Ihr Ziel war es, den Senat und das Repräsentantenhaus an der förmlichen Bestätigung des Sieges von Joe Biden bei der Präsidentschaftswahl 2020 zu hindern.

## Inhalte
Der Film zeigt Ereignisse an dem Tag in Washington, DC aus mehreren verschiedenen Perspektiven: der Abgeordneten beider Parteien, Beteiligter (Täter zugleich Unterstützer der Trump-Politik), Angehöriger von Verletzten und Getöteten.
Filmaufnahmen zeigen die Trump-MAGA-Demonstration, erste Attacken durch Proud Boys, zeitgleiche Abläufe im Parlament, Wahrnehmung durch Polizisten und Polizeiführung, Ereignisse bei und kurz nach der Sitzungsunterbrechung, das Verhalten der Täter im Gebäude sowie Interviews mit Tätern.

## Sonstiges
Eine erste Ausstrahlung fand am 4. Januar 2022 bei arte unter dem Titel 231 Minuten. Was geschah am Capitol Hill? statt (52 Min. Deutschland, 2021). Die Ausstrahlung beim ZDF folgt am 9. Januar in einer 44-Minuten-Version mit leicht anderem Titel.
Durch ähnliches Thema und mit Berichten über denselben Tag am selben Ort besteht eine Verwechslungsgefahr mit dem Film von Jamie Roberts  ebenfalls von 2021, Sturm auf das Kapitol – Der Angriff auf die US-Demokratie, dessen englischer Originaltitel Four Hours at the Capitol lautet.
Capitol Hill ist die geographische Standortangabe des US-Capitols in Washington DC.